# SZTE Természettudományi és Informatikai Kar
A Szegedi Tudományegyetem Természettudományi és Informatikai Kara (röviden SZTE TTIK) a Kolozsvárról áttelepített egyetemmel együtt 1921-ben kezdte meg működését Szegeden.

## Képzési területek
A Kar oktatási és kutatási tevékenységét 6 intézett között osztotta fel.
Biológia Intézet
- biológia
- biomérnöki

Bolyai Intézet
- matematika

Fizikai Intézet
- fizika

Földrajzi és Földtudományi Intézet
- földrajztudomány
- földtudományi
- környezetmérnöki

Informatikai Intézet
- gazdaságinformatikus
- mérnökinformatikus
- programtervező informatikus
- villamosmérnök
- üzemmérnök-informatikus

Kémiai Intézet
- kémia
- vegyészmérnök
- molekuláris bionika
- anyagmérnöki

## Dékánok
1921-től 2020-ig a következő professzorok töltötték be a kar dékáni pozícióját:
Riesz Frigyes, Haar Alfréd, Ortvay Rudolf, Győrffy István, Pfeiffer Péter, Széki Tibor, Szentpétery Zsigmond, Gelei József, Fröchlich Pál, Kiss Árpád, Farkas Béla, Kerékjártó Béla, Szőkefalvi-Nagy Gyula, Bartuch Lajos, Ferenczi István, Greguss Pál, Koch Sándor, Bruckner Győző, Rédei László, Szabó Zoltán, Wagner Richárd, Budó Ágoston, Szőkefalvi-Nagy Béla, Grasselly Gyula, Szalay László, Leindler László, Tandori Károly, Bartók Mihály, Gécseg Ferenc, Hatvani László, Mészáros Rezső, Varga Károly, Mezősi Gábor, Csirik János, Hernádi Klára és Mucsi László.